# Бергамин, Раймундо Чезаре
Раймундо Чезаре Бергамин (итал. Raimundo Cesare Bergamin SX, 28 ноября 1910 года, Пьяццола-суль-Брента, Италия — 14.01.1991 год, Паданг, Индонезия) — католический прелат, епископ Паданга с 16 октября 1961 года по 17 марта 1983 год, миссионер, член монашеской мисиионерской конгрегации «Священники Миссионеры святого Франциска Ксаверия».

## Биография
11 апреля 1936 года Раймундо Чезаре Бергамин был рукоположён в священника в монашеской миссионерской конгрегации «Священники Миссионеры святого Франциска Ксаверия».
16 октября 1961 года Римский папа Иоанн XXIII назначил Раймундо Чезаре Бергамин епископом Паданга. 6 января 1962 года состоялось рукоположение Раймундо Чезаре Бергамина в епископа, которое совершил архиепископ Семаранга Альберт Сугияпраната в сослужении с архиепископом Медана Антуаном Генри ван ден Гурком и епископом Циньчжоу Петером Грацианом Гримом.
Участвовал в работе I II III IV сессиях Второго Ватиканского собора.
17 марта 1983 года Раймундо Чезаре Бергамин подал в отставку. Скончался 14 января 1991 года в городе Паданг.